# Eugene Pallette

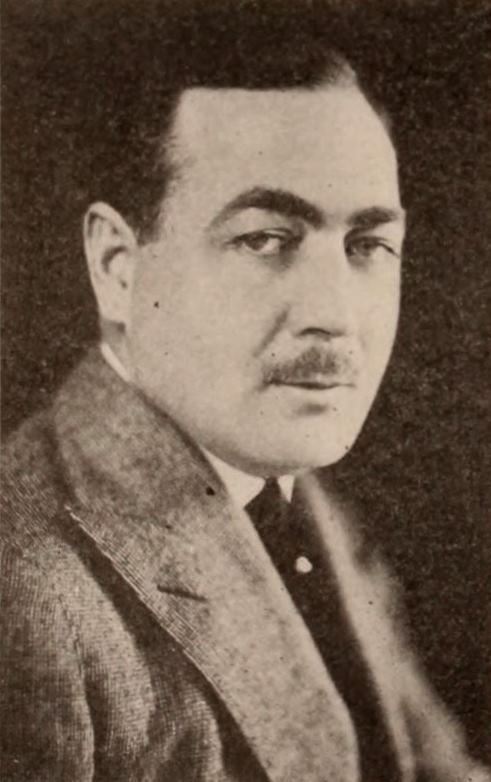
Eugene Pallette (1920)

Eugene Pallette (* 8. Juli 1889 in Winfield, Kansas; † 3. September 1954 in Los Angeles, Kalifornien) war ein US-amerikanischer Schauspieler, der zwischen 1913 und 1946 in über 250 Filmproduktionen mitwirkte.

## Leben
Im Jahr 1889 in Kansas als Sohn eines Schauspielerpaars geboren, kam Eugene Pallette bereits in jungen Jahren mit dem Showgeschäft in Kontakt. Gingen seine Eltern auf Tournee, zog er mit ihnen von Stadt zu Stadt, bis er schließlich eine Militärakademie in Indiana besuchte, um seine Schulausbildung abzuschließen. Nebenbei war er als Jockey tätig. Wie seine Eltern wollte er jedoch Schauspieler werden, weshalb er nach Los Angeles zog. Ab 1913 arbeitete er beim Film zunächst als Stuntman. Ein Jahr später erhielt er Hauptrollen als Bösewicht, aber auch als romantischer Held neben Stummfilmstars wie Dorothy Gish. 1915 bzw. 1916 wirkte er in D. W. Griffiths filmischen Meilensteinen Die Geburt einer Nation (in einer kleinen Rolle als verwundeter Soldat) und Intoleranz (als Prosper Latour in der „Renaissance-Episode“) mit.
Mit dem Eintritt der Vereinigten Staaten in den Ersten Weltkrieg musste Pallette 1916 seine Karriere für zwei Jahre unterbrechen, um seinen Militärdienst in einem Fliegerkorps zu leisten. Da er während und nach dieser Zeit mehr und mehr an Gewicht zunahm, kam er ab 1919 fast nur noch für Nebenrollen in Frage, wie etwa die des Aramis in der Dumas-Verfilmung Die drei Musketiere (1921) mit Douglas Fairbanks. Zeitweilig wandte er sich von der Schauspielerei ab, um sich in Texas mit Ölgeschäften ein Vermögen zu verdienen. Nach einer Fehlinvestition, die ihn seinen gesamten Gewinn kostete, kehrte er jedoch auf die Leinwand zurück. 1927 und 1928 spielte er in diversen Kurzfilmkomödien der Hal-Roach-Studios neben Laurel und Hardy, Mabel Normand, Charley Chase, Max Davidson und den Kleinen Strolchen.

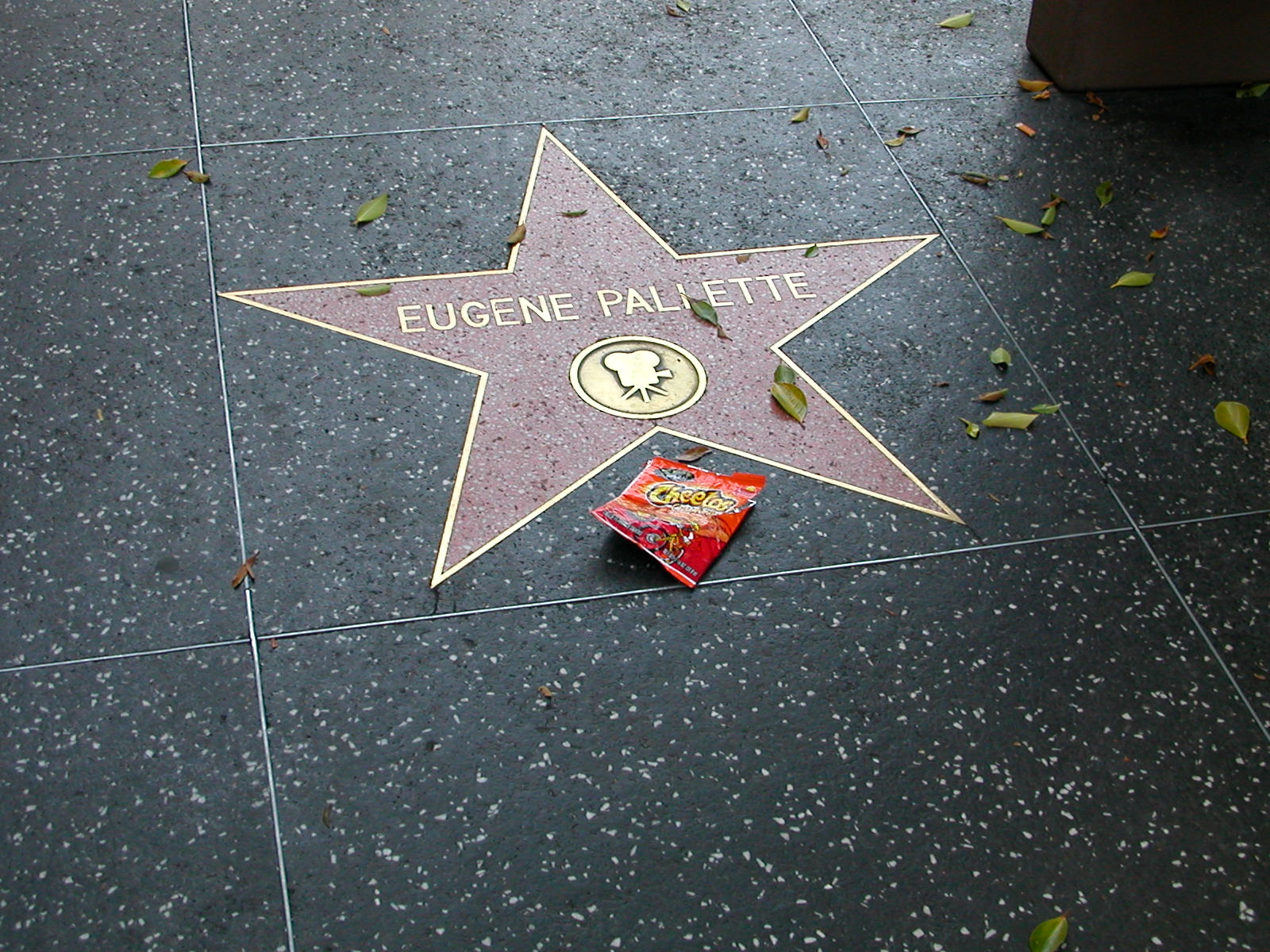
Eugene Pallettes Stern auf dem Hollywood Walk of Fame

Mit dem Aufkommen des Tonfilms Ende der 1920er Jahre kam schließlich auch Pallettes tiefe „Froschstimme“ zum Einsatz, die ihm neben seiner nunmehr korpulenten Statur und seinem Schauspieltalent als unverwechselbaren Charakterdarsteller etablierte. Der erste Tonfilm, in dem er mitwirkte, war 1928 Lights of New York, der erste durchgängige Tonlangfilm überhaupt. Sein zweiter Tonfilm war The Canary Murder Case (1929), der Erstling der Philo-Vance-Reihe, in der er zwischen 1929 und 1934 als bauernschlauer Sergeant Ernest Heath für den Comic Relief sorgte. 1936 spielte er den bodenständigen Patriarchen einer exzentrischen Familie in der Filmkomödie Mein Mann Godfrey neben William Powell und Carole Lombard. Ähnliche Rollen als reiches Familienoberhaupt hatte er auch in weiteren Filmkomödien wie Preston Sturges’ Die Falschspielerin (1941) und Ernst Lubitschs Ein himmlischer Sünder (1943). Einen seiner bekanntesten Auftritte hatte er als Bruder Tuck in Robin Hood – König der Vagabunden (1938) an der Seite von Errol Flynn und Olivia de Havilland. Zwei Jahre später spielte Pallette nochmals einen kampfstarken Geistlichen neben Tyrone Power in Im Zeichen des Zorro (1940). Meist in sympathisch-komödiantischen Rollen eingesetzt, spielte er bisweilen auch zwielichtige Charaktere, etwa als dubioser Politikberater in Frank Capras Mr. Smith geht nach Washington (1939).
1944 wurde er als Vater von Jeanne Crain in In the Meantime, Darling besetzt. Angeblich soll Pallette sich am Filmset geweigert haben, sich neben den afroamerikanischen Schauspieler Clarence Muse zu setzen. Der Regisseur Otto Preminger äußerte sich später, dass Pallette ein überzeugter Anhänger Adolf Hitlers und sicher gewesen sei, dass Deutschland den Zweiten Weltkrieg gewinnen würde. Nach dem Eklat mit Muse wurde Pallette vom Studioboss Darryl F. Zanuck entlassen und spielte die restlichen zwei Jahre seiner Karriere ausschließlich in B-Filmen. Nach mehr als 250 Filmen zog sich Pallette 1946 auf seine Ranch nach Oregon zurück, wo er sich aus Angst vor einem nuklearen Angriff der Sowjetunion einen Bunker baute. Zwei Jahre später kehrte er jedoch nach Los Angeles zurück.
Seine erste Frau war die Schauspielerin Phyllis Gordon. Von 1932 bis zu seinem Tod war er in zweiter Ehe mit Marjorie Cagnacci verheiratet. Er starb 1954 im Alter von 65 Jahren in seinem Apartment in Los Angeles an Kehlkopfkrebs. Seine Gebeine wurden im Krematorium des Valhalla Memorial Park in Hollywood verbrannt und die Asche anschließend auf dem Green Lawn Cemetery in Grenola, Kansas, in einem nicht gekennzeichneten Grab nahe dem Grabmal seiner Eltern bestattet. Für seine Verdienste um den US-amerikanischen Film erhielt Eugene Pallette einen Stern auf dem Hollywood Walk of Fame (6702 Hollywood Boulevard).

## Filmografie (Auswahl)
- 1915: Die Geburt einer Nation (The Birth of a Nation)
- 1916: The Children in the House
- 1916: Going Straight
- 1916: Gretchen the Greenhorn
- 1916: Intoleranz (Intolerance)
- 1918: Tarzan bei den Affen (Tarzan of the Apes)
- 1920: Terror Island
- 1920: Alias Jimmy Valentine
- 1921: Fine Feathers
- 1921: Die drei Musketiere (The Three Musketeers)
- 1922: Two Kinds of Women
- 1923: To the Last Man
- 1923: Unter den Wölfen von Alaska (North of Hudson Bay)
- 1923: The Wolf Man
- 1923: Die zehn Gebote (The Ten Commandments)
- 1924: Wandering Husbands
- 1925: Im Tale der wilden Pferde (Wild Horse Mesa)
- 1925: The Light of Western Stars
- 1925: Ranger of the Big Pines
- 1926: The Fighting Edge
- 1926: Der Weiberfeind (Mantrap)
- 1927: The Second Hundred Years
- 1927: Sugar Daddies
- 1927: The Battle of the Century
- 1927: Chicago
- 1928: Lights of New York
- 1928: The Good-Bye Kiss
- 1928: Out of the Ruins
- 1928: His Private Life
- 1929: Die Stimme aus dem Jenseits (The Canary Murder Case)
- 1929: Der Kiebitz (The Kibitzer)
- 1929: The Dummy
- 1929: The Studio Murder Mystery
- 1929: The Greene Murder Case
- 1929: Der Mann aus Virginia (The Virginian)
- 1929: Liebesparade (The Love Parade)
- 1929: Pointed Heels
- 1930: The Benson Murder Case
- 1930: Paramount-Parade (Paramount on Parade)
- 1930: Let’s Go Native
- 1931: Fighting Caravans
- 1931: It Pays to Advertise
- 1931: Juwelenraub in Hollywood (The Stolen Jools)
- 1931: Gun Smoke
- 1931: Huckleberry Finn
- 1931: Girls About Town
- 1932: Shanghai-Express (Shanghai Express)
- 1932: Dancers in the Dark
- 1932: Thunder Below
- 1932: Wild Girl
- 1933: Die Hölle aus Stahl (Hell Below)
- 1933: Made on Broadway
- 1933: Storm at Daybreak
- 1933: Shanghai Madness
- 1933: The Kennel Murder Case
- 1934: Caravan
- 1934: Strictly Dynamite
- 1934: The Dragon Murder Case
- 1935: Stadt an der Grenze (Bordertown)
- 1935: All the King’s Horses
- 1935: Baby Face Harrington
- 1935: Mit Volldampf voraus (Steamboat Round the Bend)
- 1935: Ein Gespenst geht nach Amerika (The Ghost Goes West)
- 1936: The Golden Arrow
- 1936: Mein Mann Godfrey (My Man Godfrey)
- 1936: Sonnenscheinchen (Stowaway)
- 1937: Topper – Das blonde Gespenst (Topper)
- 1937: 100 Mann und ein Mädchen (One Hundred Men and a Girl)
- 1938: Robin Hood – König der Vagabunden (The Adventures of Robin Hood)
- 1938: Millionärin auf Abwegen (There Goes My Heart)
- 1939: Wife, Husband and Friend
- 1939: Mr. Smith geht nach Washington (Mr. Smith Goes to Washington)
- 1939: First Love
- 1940: Der junge Edison (Young Tom Edison)
- 1940: It’s a Date
- 1940: He Stayed for Breakfast
- 1940: Im Zeichen des Zorro (The Mark of Zorro)
- 1941: Ride, Kelly, Ride
- 1941: Die Falschspielerin (The Lady Eve)
- 1941: Die Braut kam per Nachnahme (The Bride Came C.O.D.)
- 1941: Weltpremiere (World Premiere)
- 1941: Unfinished Business
- 1941: In den Sümpfen (Swamp Water)
- 1941: Sprechstunde für Liebe (Appointment for Love)
- 1942: Thema: Der Mann (The Male Animal)
- 1942: Almost Married
- 1942: Are Husbands Necessary?
- 1942: Lady in a Jam
- 1942: Sechs Schicksale (Tales of Manhattan)
- 1942: The Big Street
- 1942: Lodernde Flammen (The Forest Rangers)
- 1942: Silver Queen
- 1943: Slightly Dangerous
- 1943: Ein himmlischer Sünder (Heaven Can Wait)
- 1943: Der Sheriff von Kansas (The Kansan)
- 1943: The Gang’s All Here
- 1944: Pin Up Girl
- 1944: Sensationen für Millionen (Sensations of 1945)
- 1944: Step Lively
- 1944: In the Meantime, Darling
- 1945: The Cheaters
- 1946: Der Bandit von Sacramento (In Old Sacramento)
- 1946: Der Todesreifen (Suspense)